# Iznatoraf (kommunhuvudort)
Iznatoraf är en kommunhuvudort i Spanien.   Den ligger i provinsen Provincia de Jaén och regionen Andalusien, i den centrala delen av landet, 260 km söder om huvudstaden Madrid. Iznatoraf ligger 1 031 meter över havet och antalet invånare är 1 179.
Terrängen runt Iznatoraf är huvudsakligen kuperad. Iznatoraf ligger uppe på en höjd. Runt Iznatoraf är det ganska glesbefolkat, med 34 invånare per kvadratkilometer. Närmaste större samhälle är Campiña, 8,2 km nordost om Iznatoraf. Trakten runt Iznatoraf består till största delen av jordbruksmark.